# Timočané

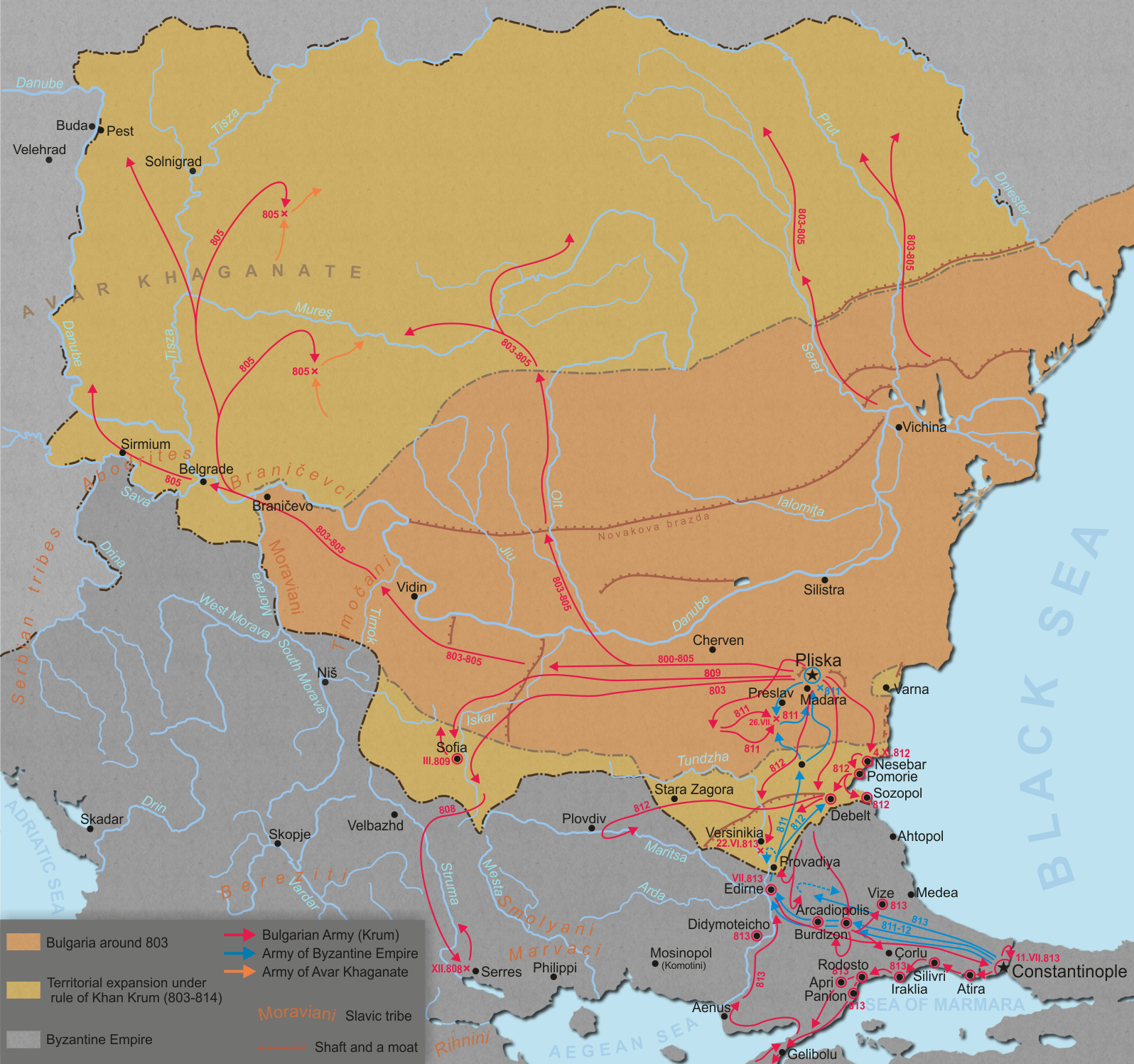
Sídla Timočanů v době expanze Kruma, chána První bulharské říše

Timočané (srbsky a bulharsky: Тимочани) byl v raném středověku kmen jižních Slovanů, který sídlil na území současného východního Srbska na západ od řeky Timoku a později také části Banátu a Sremu.
Timočané se na Balkáně usadili v 6.-7. století v bývalé provincii Dacii Ripensis a později se stali součástí Avarského kaganátu. Předpokládá se, že s příchodem Bulharů v 7. století upadli pod jejich nadvládu, ale po jistou dobu od poloviny 8. století do raného 9. století žili místní Slované v jistém mocenském vakuu, které skončilo kolem roku 805, kdy na jejich území upevnil svoji kontrolu bulharský chanát pod vedením chána Kruma. Na počátku 9. století byli také napadáni ze západu srbskýmí kmeny.
Za vlády chána Omurtaga (814–836) se spolu s dalšími kmeny z pohraničí bulharského chanátu v roce 818 vzbouřili proti Omurtagovým centralizačním snahám, kterými by přišli o své vlastní místní vládce. Spolu s ostatními kmeny opustili bulharské kmenové společenství a snažili se vyhledat ochranu u franského císaře Ludvíka Pobožného, když za ním ještě téhož roku vyslali postelstvo na jeho dvůr v Herstalu. Nicméně je přemluvil Ljudevít, kníže Slovanů v Dolní Panonii, aby se připojili k jeho povstání proti Frankům. Mnoho Timočanů také uprchlo za Dunaj na území pozdějšího Blatenského knížectví. Omurtag se rozhodl celou záležitost mezi lety 824-826 vyřešit s Franky diplomatickou cestou, ale na jeho dopisy císař Ludvík nereagoval. To Omurtaga v roce 827 vyprovokovalo k vojenskému výpadu na lodích proti proudu řeky Drávy a napadení sídel Timočanů ve Sremu, kde pak dosazoval své místní vládce.
Jejich kmenové jméno se odvozuje od názvu řeky Timok. Dnes se jméno Timočané používá jako neoficiální označení obyvatel údolí řeky Timok v Srbsku a Bulharsku.